# وینستون واکر رویس
وینستون واکر رویس (انگلیسی: Winston Walker Royce، متولد ۱۵ اوت ۱۹۲۹ - درگذشتهٔ ۷ ژوئن ۱۹۹۵) یک دانشمند رایانه اهل آمریکا بود. وی مدیر مرکز فناوری نرم‌افزار لاکهید در تگزاس در آمریکا بود و از پیشگامان عرصهٔ توسعهٔ نرم‌افزار به‌شمار می‌رفت که به خاطر مقاله‌اش در ۱۹۷۰ که مدل آبشاری در توسعهٔ نرم‌افزار به اشتباه از آن برداشت شده بود مطرح شد.

## زندگی‌نامه
وی در مؤسسهٔ فناوری کالیفرنیا لیسانس خود را در رشتهٔ فیزیک، فوق لیسانس و دکتری خود را در رشتهٔ مهندسی هوافضا دریافت کرد.
رویس مدل آبشاری را با هفت گام زیر نشان داد:
- نیازمندی‌های سیستم
- نیازمندی‌های نرم‌افزار
- تحلیل
- طراحی برنامه
- کد
- تست
- عملیات